# Wacom One
La Wacom One è una tavoletta grafica prodotta dalla multinazionale giapponese Wacom Co., Ltd.
Questo prodotto è dotato di uno schermo a colori da 13,3 pollici che ha una risoluzione di 1.920 x 1.080 pixel e una penna digitale con riconoscimento della pressione e dell'inclinazione.
Per funzionare ha bisogno di essere collegata a una periferica (PC o Computer portatile). Requisiti di sistema: Windows 7 o successivi oppure macOS X (10.13) o successivi.